# لاطي (حجر)
'

تعديل مصدري - تعديل

لاطي هي إحدى قرى عزلة الجول بمديرية حجر التابعة لمحافظة حضرموت، بلغ تعداد سكانها 297 نسمة حسب تعداد اليمن لعام 2004.